# Bøg på kalk
Bøgebevoksninger på kalkbund er sjældent at finde i Danmark. Kun på meget stejle, ikke dyrkbare skrænter, eller hvor jorden hele tiden skrider over et lag af plastisk ler, kan man finde denne naturtype. Ofte er floraen meget artsrig og præget af kalkelskende urter, buske og træer.
Bøg på kalk er betegnelsen for en naturtype i Natura 2000-netværket, med nummeret 9120.
Naturtypen omfattes af plantesamfundet Cephalanthero-Fagion.
De typiske planter på denne naturtype er:
- Almindelig benved
- Bøg
- Bakkestar
- Blågrøn star
- Hulrodet lærkespore
- Rød kornel
- Rød skovlilje
- Slåen
- Druemunke